# Lega dei Contadini (Belgio)

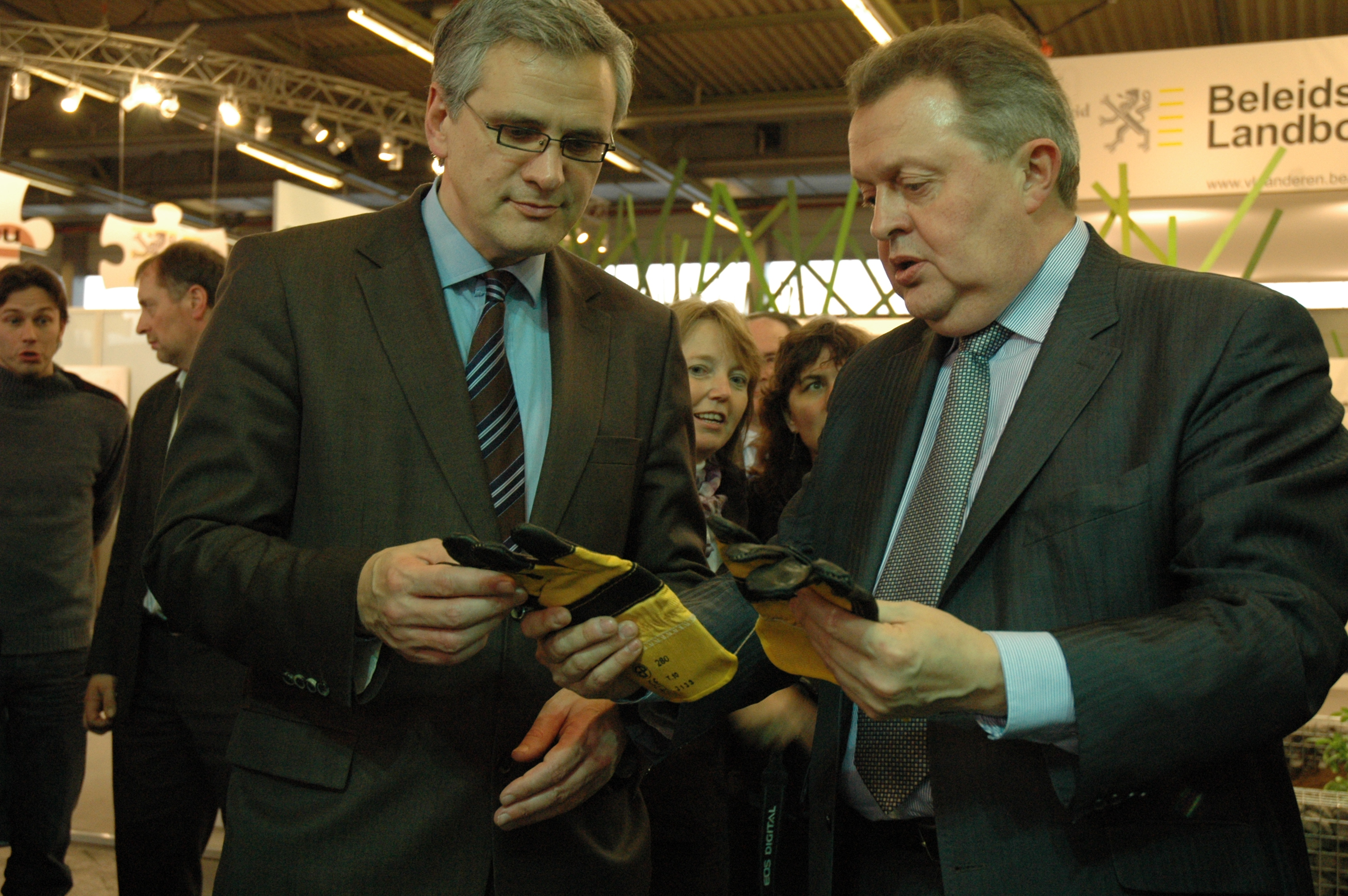
Piet Vantemsche (destra) in dialogo con Kris Peeters, il Ministro-Presidente delle Fiandre

La Lega dei contadini (Boerenbond in olandese, Bauernbund in tedesco) è la maggiore associazione di categoria operante nel settore dell'agricoltura fiamminga e belga germanofona. La Lega dei contadini, di estrazione cattolica, fu fondata a Lovanio il 20 luglio 1890 con il nome di Belgische Boerenbond (Lega dei contadini belgi). Tra i fondatori furono Jacob-Ferdinand Mellaerts, Frans Schollaert, che diventò il Primo Ministro belga nel 1908, e Joris Helleputte, che negli anni successivi ricoprì diversi incarichi ministeriali. Il seggio della Lega dei contadini si trova a Lovanio.

## Politica
La Lega dei contadini è una forza cattolica importante nella società delle Fiandre e dell'Ostbelgien, che storicamente esercita un'influenza notevole all'interno dei partiti democristiani (ovvero i CD&V nelle Fiandre e il CSP nell'Ostbelgien). Si presenta come il portavoce del settore agricolo e perciò tenta di influire sulla politica regionale e federale belga. In questo campo, considera il Sindacato generale dei contadini (Algemeen Boerensyndicaat, ABS) come un concorrente.
I presidenti sono stati:
- 1890-1925: Joris Helleputte
- 1925-1936: Victor Parein
- 1936-1940: Gilbert Mullie
- 1940-1949: Alfons Coninx
- 1949-1961: Gilbert Mullie
- 1961-1964: Maurits Van Hemelrijck
- 1964-1977: Constant Boon
- 1977-1981: André Dequae
- 1981-1992: Jan Hinnekens
- 1992-1995: Robert Eeckloo
- 1995-2008: Noël Devisch
- 2008 - presente: Piet Vanthemsche

## Struttura
In presente, la Lega dei contadini riunisce sette movimenti, tra i quali tre associazioni di categoria:
- Boerenbond / Bauernbund (Lega dei contadini): per gli agricoltori e gli orticoltori
- KVLV-Agra / LFV-Agra: per le agricoltrici e le orticoltrici
- Groene Kring / Grüner Kreis (Cerchio verde): per i giovani agricoltori e orticoltori

La Landelijke Bewegung / Ländliche Bewegung (Movimento rurale) riunisce quattro associazioni socioculturali:
- Landelijke Gilden / Ländliche Gilden (Corporazioni rurali): per le famiglie che vivono in campagna
- Katholiek Vormingswerk van Landelijke Vrouwen / Landfrauenbund (KVLV / LFV; Lavoro di formazioni delle donne rurali / Lega delle donne rurali): per le donne
- Katholieke Landelijke Jeugd / Katholische Landjugend (KLJ; Giovani rurali cattolici): per i bambini e i giovani
- Landelijke Rijverenigingen (LRV; Associazioni equestri rurali): per gli amanti dell'equitazione

Nel passato, la Lega dei contadini ha pure gestito:
- la compagnia di assicurazioni ABB e la banca CERA, fuse nel 1998 con la Kredietbank per diventare il gruppo finanziario KBC
- ABIS Training & Consulting, venduto in 1986